# Came Here for Love
Came Here for Love is een nummer van de Britse dj Sigala uit 2017, ingezongen door de eveneens Britse zangeres Ella Eyre. Het is zesde  single van Brighter Days, het debuutalbum van Sigala.
Het zomerse tropical housenummer werd een hit in diverse Europese landen. Zo bereikte het de 6e positie in het Verenigd Koninkrijk, het thuisland van Sigala en Ella Eyre. In de Nederlandse Top 40 schopte het nummer het tot een bescheiden 28e positie, terwijl het in Vlaanderen de eerste positie in de Tipparade haalde.